# Ocellominettia corolloides
Ocellominettia corolloides är en tvåvingeart som beskrevs av Friedrich Georg Hendel 1933. Ocellominettia corolloides ingår i släktet Ocellominettia och familjen lövflugor.
Artens utbredningsområde är Paraguay. Inga underarter finns listade i Catalogue of Life.